# Nycteris gambiensis
Nycteris gambiensis är en fladdermusart som först beskrevs av K. Andersen 1912.  Nycteris gambiensis ingår i släktet Nycteris och familjen hålnäsor. Inga underarter finns listade i Catalogue of Life.
Som alla hålnäsor har arten ett hål i näsan och bredvid finns hudflikar. Med 35 till 44 mm långa underarmar är arten en liten till medelstor medlem i familjen. Pälsens färg på ovansidan är medelbrun, sepiabrun eller beige. Ibland är avsnittet nära hårens rot mörkare. På undersidan är pälsen lite ljusare. Nycteris gambiensis har en tragus i örat som liknar en omvänd päron. Vingarna är svartbruna och svansflyghuden är brun. Framtänderna i överkäken har två knölar pa toppen. Med undantag av könsorganen har honor och hannar samma utseende. Hos den liknande arten Nycteris thebaica är skillnaden mellan den mörka ovansidan och den ljusa undersidan tydligare.
Kroppslängden (huvud och bål) är 45 till 50 mm, svansen är 45 till 55 mm lang, bakfötternas längd är 11 till 13 mm, öronen är 24 till 30 mm stora och vikten ligger vid 7 till 9 g.
Arten förekommer i västra Afrika från Senegal och södra Mali till centrala Nigeria. Habitatet utgörs främst av savanner. Nycteris gambiensis besöker även människans samhällen och ödemark. Individerna vilar på dagen i grottor eller i byggnader. De bildar kolonier som kan ha några tiotal eller några hundra medlemmar.
Några populationer påverkas av landskapets omvandling till jordbruksmark. I lämpliga regioner är Nycteris gambiensis talrik. IUCN kategoriserar arten globalt som livskraftig.